# Miometrio
El miometrio o miocito uterino es la capa muscular intermedia (formada por músculo liso), entre la serosa peritoneal y la mucosa glandular (endometrio), que constituye el grosor del espesor de la pared del cuerpo uterino. Fundamental en la contracción del útero en el trabajo de parto. Se caracteriza por ser el tejido más flexible del cuerpo humano, pues es capaz de estirarse lo suficiente como para permitir el crecimiento y desarrollo del embrión durante el embarazo; volviendo tras el parto a su tamaño normal.

## Fisiología
La contractilidad del útero desempeña un papel importante en varias funciones reproductivas. Estas incluyen el transporte de espermatozoides y embriones, la implantación, la menstruación, el embarazo y el parto.
El útero muestra contracciones anterógradas rítmicas durante la fase folicular.

El útero no presenta contracciones durante la fase lútea media.